# Bruère-Allichamps
Bruère-Allichamps és un municipi francès, situat al departament de Cher i a la regió de Centre – Vall del Loira. L'any 2007 tenia 572 habitants.

## Demografia

### Població
El 2007 la població de fet de Bruère-Allichamps era de 572 persones. Hi havia 260 famílies, de les quals 87 eren unipersonals (24 homes vivint sols i 63 dones vivint soles), 102 parelles sense fills, 63 parelles amb fills i 8 famílies monoparentals amb fills.
La població ha evolucionat segons el següent gràfic:
Habitants censats

### Habitatges
El 2007 hi havia 381 habitatges, 270 eren l'habitatge principal de la família, 40 eren segones residències i 71 estaven desocupats. 365 eren cases i 13 eren apartaments. Dels 270 habitatges principals, 201 estaven ocupats pels seus propietaris, 60 estaven llogats i ocupats pels llogaters i 9 estaven cedits a títol gratuït; 2 tenien una cambra, 29 en tenien dues, 79 en tenien tres, 79 en tenien quatre i 82 en tenien cinc o més. 178 habitatges disposaven pel capbaix d'una plaça de pàrquing. A 123 habitatges hi havia un automòbil i a 99 n'hi havia dos o més.

### Piràmide de població
La piràmide de població per edats i sexe el 2009 era:
| Homes | Edats   | Dones |
| ----- | ------- | ----- |
| 0     | 95 o +  | 8     |
| 0     | 90 a 94 | 4     |
| 4     | 85 a 89 | 4     |
| 0     | 80 a 84 | 0     |
| 20    | 75 a 79 | 20    |
| 24    | 70 a 74 | 32    |
| 24    | 65 a 69 | 28    |
| 16    | 60 a 64 | 28    |
| 16    | 55 a 59 | 8     |
| 20    | 50 a 54 | 12    |
| 20    | 45 a 49 | 20    |
| 28    | 40 a 44 | 28    |
| 20    | 35 a 39 | 20    |
| 4     | 30 a 34 | 12    |
| 16    | 25 a 29 | 28    |
| 12    | 20 a 24 | 0     |
| 12    | 15 a 19 | 12    |
| 24    | 10 a 14 | 8     |
| 20    | 5 a 9   | 16    |
| 8     | 0 a 4   | 4     |

## Economia
El 2007 la població en edat de treballar era de 333 persones, 252 eren actives i 81 eren inactives. De les 252 persones actives 217 estaven ocupades (124 homes i 93 dones) i 36 estaven aturades (18 homes i 18 dones). De les 81 persones inactives 23 estaven jubilades, 18 estaven estudiant i 40 estaven classificades com a «altres inactius».

### Ingressos
El 2009 a Bruère-Allichamps hi havia 285 unitats fiscals que integraven 617 persones, la mediana anual d'ingressos fiscals per persona era de 17.181 €.

### Activitats econòmiques
Dels 24 establiments que hi havia el 2007, 1 era d'una empresa extractiva, 2 d'empreses alimentàries, 2 d'empreses de fabricació d'altres productes industrials, 6 d'empreses de construcció, 3 d'empreses de comerç i reparació d'automòbils, 1 d'una empresa de transport, 4 d'empreses d'hostatgeria i restauració, 1 d'una empresa financera, 1 d'una empresa immobiliària, 1 d'una empresa de serveis, 1 d'una entitat de l'administració pública i 1 d'una empresa classificada com a «altres activitats de serveis».
Dels 13 establiments de servei als particulars que hi havia el 2009, 1 era una oficina de correu, 1 taller de reparació d'automòbils i de material agrícola, 1 paleta, 2 guixaires pintors, 3 fusteries, 1 electricista, 1 perruqueria, 2 restaurants i 1 agència immobiliària.
Els 2 establiments comercials que hi havia el 2009 eren fleques.
L'any 2000 a Bruère-Allichamps hi havia 7 explotacions agrícoles.

## Equipaments sanitaris i escolars
L'únic equipament sanitari que hi havia el 2009 era una farmàcia.
El 2009 hi havia una escola elemental integrada dins d'un grup escolar amb les comunes properes formant una escola dispersa.

## Poblacions més properes
El següent diagrama mostra les poblacions més properes.